# پارک چان ده
پارک چان ده (کره‌ای: 박찬대؛ زادهٔ ۱۰ مه ۱۹۶۷) حسابدار و سیاستمدار اهل کره جنوبی است که از ۹ آوریل ۲۰۲۵ و پس از استعفای لی جه میونگ از رهبری حزب، به عنوان رهبر موقت حزب دموکراتیک فعالیت می‌کند. او علاوه بر رهبری موقت حزب، از ۳ مه ۲۰۲۴ به عنوان رهبر پارلمانی حزب دموکراتیک نیز مشغول به کار است و از سال ۲۰۱۶ عضو مجلس ملی کره جنوبی است.